# لورين لي سميث
لورين لي سميث (بالإنجليزية: Lauren Lee Smith)‏ مواليد 19 يونيو 1980 في فانكوفر، كولومبيا البريطانية، كندا، هي ممثلة كندية.

## أفلام
- إذا بقيت

## روابط خارجية
- لورين لي سميث على موقع IMDb (الإنجليزية)
- لورين لي سميث على موقع ألو سيني (الفرنسية)
- لورين لي سميث على موقع أول موفي (الإنجليزية)
- لورين لي سميث على موقع قاعدة بيانات الأفلام السويدية (السويدية)
- لورين لي سميث على موقع إن إن دي بي (الإنجليزية)
- لورين لي سميث على موقع قاعدة بيانات الفيلم (الإنجليزية)
- لورين لي سميث على موقع كينوبويسك (الروسية)